# Audi e-tron
Audi e-tron — серія електричних і гібридних концепт-карів представлених компанією Ауді з 2009 року. 2012 року Audi презентувала гібридну версію Audi А3 Sportback e-tron, яка була випущена роздрібним покупцям в Європі у серпні 2014 року і запланована для США у 2015 році.

## Презентація e-tron
Оскільки ці автомобілі все ще перебувають на стадії концепції, багато їх характеристик залишаються невизначеними. Автомобіль буде мати чотири електромотори — по одному на колесо. Разом ці двигуни будуть виробляти 332 фунт-фути (450 Н⋅м) крутного моменту. Максимальна швидкість e-tron обмежена до 222 кілометри за годину (138 миля/год) і зможе проїхати 150 миль (240 км) на повному заряді.
Концепт e-Tron також оснащений  технологією, яка взаємодіє з іншими автомобілями, дорожніми знаками і т. д.

## E-tron концепти

### e-tron Frankfurt

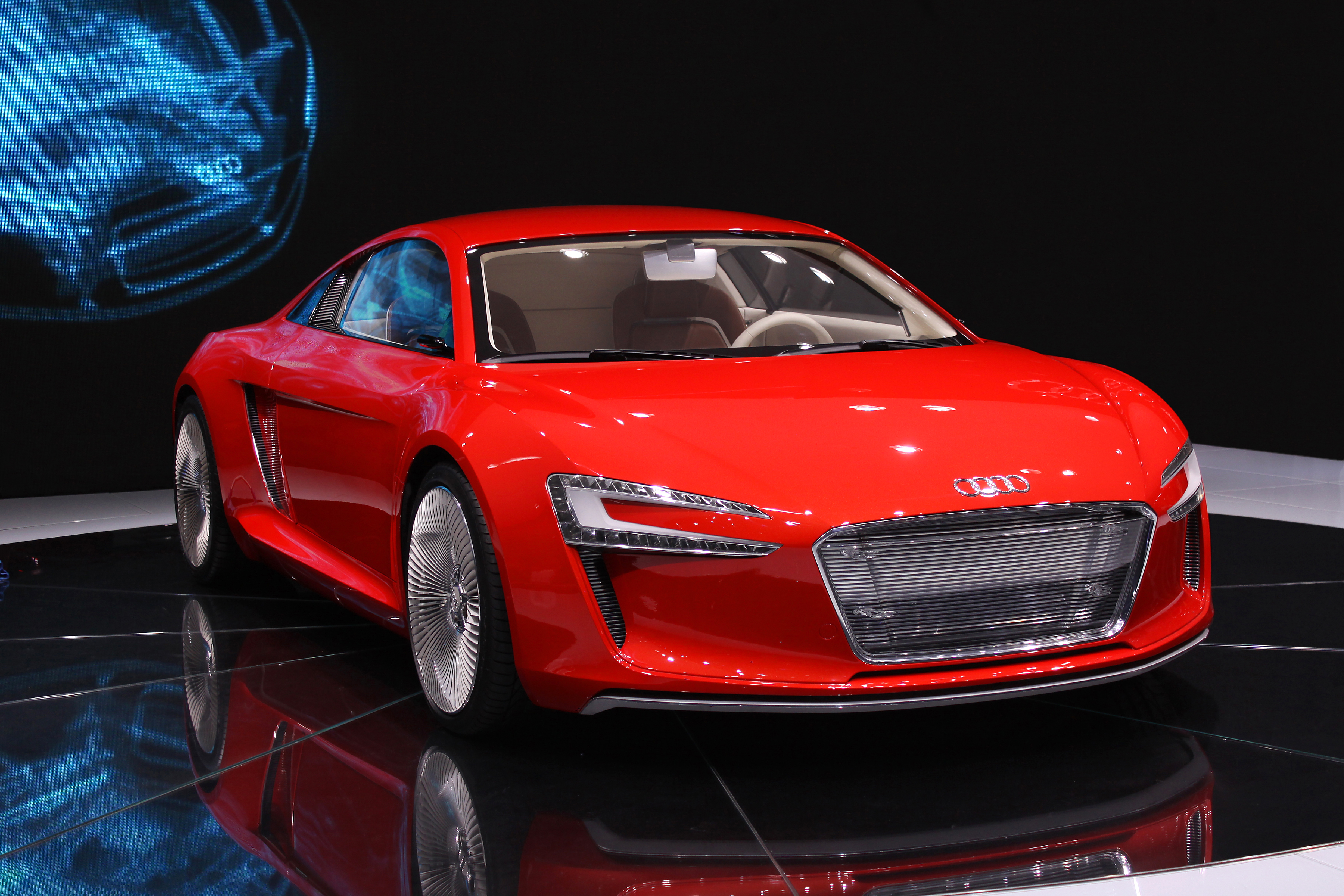
Audi e-tron у Франкфурті, 2009

Перший e-Tron концепт-кар показали у 2009 році на міжнародному автосалоні в Німеччині. Двомісний, зовні схожі на Ауді R8, але трохи менше, живиться від чотирьох uqm за технологією двигунів,  що забезпечує повний привід. Разом вони виробляють 313 PS (230 кВт; 309 к. с.) і 4 500 Н⋅м (3 319,03 фунт⋅фут) крутного моменту, внаслідок чого розгін від 0 до 100 км/год (62 миль / год)  можливий за 4,8 секунди.
У 470 кг (1 036 фунт) 42.4 кВт-год літій-іонний акумулятор розташований в передній частині задньої осі і забезпечує дальність близько 248 км (154 миля) з повного заряду з зарядкою, 6-8 годин від звичайної побутової розетки. Він має керамічні дискові гальма, а також систему рекуперативного гальмування. У 2010 році компанія Audi почала розробку програми з метою провадження обмежений випуск R8 e-tron. R8 e-tron промайнув на публіці у 2013 році студія Marvel випустила з нею Залізна людина 3.
Після розвитку 10 досвідчених зразків для досліджень і розробки, у травні 2013 року компанія Audi вирішила скасувати виробництво електромобіля через обмеженість своїх електричних розробок. Батареї заряджались не так швидко, як Audi очікували, роблячи R8 e-tron нежиттєздатною для серійного виробництва. У березні 2014 року компанія Audi переглянула своє рішення і оголосила, що будуватиме R8 e-tron за замовленням. Автовиробник пояснив, що свої останні розробки привели до збільшення пробігу від 215 км (134 миля) до близько 450 км (280 миля).

### Виставка Детройт Audi e-tron
Виставкова Детройт Audi e-tron (до ступеня змішання, також названий "е-трон") включає 2 електричні двигуни і Привід на задні колеса з загальною потужністю 204 PS (150 кВт; 201 к. с.) і 2 650 Н⋅м (1 954,54 фунт⋅фут), літій-іонні акумулятори позаду пасажирського відсіку і задній міст, адаптивний матричний промінь фари СІД модулів з прозорої скляної кришки, повністю автоматичний світло системи допомоги, Ауді просторової рами з дверима, кришками, стінки і дах виготовлені з волоконно-армованого пластику; вбудований Центральний дисплей з інтегрованою системою MMI функції, передній міст гідравлічний фіксованого супорта гальма, електрично плаваючим супортом гальма встановлені на задній осі, тепловий насос, трикутні подвійних поперечних важелях з кованого алюмінію компоненти передньою і задньою осями, прямі стійки-і-шестерні рульового управління, 19-дюймові колеса з 35-спицями, 235/35 спереду і 255/35 задні шини. Концепт-кар може прискорюватися від 0 до 100 км/год (0 – 62.14 миль / год) за 5,9 секунди.
Автомобіль представили у 2010 році на північноамериканському міжнародному автосалоні в Детройті.
Аналогічне виробництво модель, заснована на майбутній середньомоторній автомобільній платформі під кодовою назвою 9X1, поділився з Порше і Фольксвагена, за повідомленнями, залишається в стадії розробки.

### A1 e-tron
Ауді A1 e-tron концепт-кар, це електричний варіант Ауді A1 моделі, що був вперше показаний у 2010 році на Женевському автосалоні. A1 e-tron -це серія гібридних автомобілів, що приводяться в рух електромотором від uqm за безперервною потужністю 45 кВт (61 PS; 60 гальм. к. с.)і максимальною потужністю 75 кВт (102 PS; 101 гальм. к. с.). У 254 куб. см. двигун Ванкеля використовується також на потужність 15 кВт (20 PS; 20 гальм. к. с.) що розширює діапазон генератора.

### e-tron Spyder
Показано на 2010 Паризькому автосалоні, цей родстер є Plug-в гібридом живиться від 221 кВт (296 гальм. к. с.) Твін-турбо TDI з 3,0 л V6 дизельний двигун, ведучи задні колеса, плюс два електромотори разом виробляти 64 кВт (86 гальм. к. с.), що призводить передні колеса. Розгін до 100 км/год (62 миль / год) досягається за 4,4 секунди.
Audi представила Spyder в січні 2011 року в Лас-Вегасі на виставці споживчої електроніки, практично ідентичні в Парижі шоу-кар, але цього разу пофарбований яскравою червоною фарбою. Автомобіль рекламувався з тими ж експлуатаційними характеристиками, такими як Максимальна швидкість обмежена електронікою на 155 миля/год (249 км/год).

### A3 е-tron повністю Електричний концепт
Ауді А3 е-трон — це повністю-електричний автомобіль варіант Ауді А3. A3 e-tronn приводиться в дію електричним двигуном під капотом, який передає потужність від заднього і середнього монтажу батарей на передні колеса. На 26,5 кВт/год літій-іонний акумулятор пакет забезпечує оптимальну дальність близько 92 миля (148 км), а від 70 до 75 миля (113 до 121 км) в реальних дорожніх умовах. Максимальна швидкість обмежена на 89 миля/год (143 км/год).
Ауді розгорнути флот з 17-електричних А3 до середини 2012 року, як частина програми тестування в США. Тестування проводиться серед інженерів Ауді і співробітників компанії, і компанія не планує перевірки транспортних засобів з користувачами.

### A3 e-tron Plug-in Hybrid
У червні 2012 року компанія підтвердила виробничі плани на плагін-гібридну версію A3. В гібридному концепт-карі, представленому на Женевському автосалоні в 2013, основне обладнання трансмісії A3 e-tron взяте з Volkswagen Golf GTE, але програмне забезпечення управління кожного автомобіля відрізняється. У травні 2013 року компанія Audi оголосила про своє рішення виробляти лише гібридні версії Audi А3 Sportback. Гібридний А3 Sportback  має 8.8 кВт-год акумулятор, який забезпечує електричний запас ходу в 50 км (31 миля) за циклом NEDC, і загалом 940 км (580 миля). Плагін-гібрид може досягти максимальної швидкості 220 км/год (140 миля/год) і може досягати 100 км/год (62 миля/год) за 7,6 секунди. За даними Audi, машина в середньому має паливну економічність еквівалентну 188 миль на галон і викиди CO2 35г/км.
У вересні 2013 року на Франкфуртському автосалоні, компанія Audi оголосила, що ціна в Німеччині на Audi А3 Sportback e-tron починатиметься від 37 000 євро ($44 998.26 доларів США). Автомобіль також має прибути до Австралії на початку 2015 року. на 1 серпня 2014 року Audi оголосила, що транспортний засіб на той час був у продажі в Європі в 410 дилерських центрах, починаючи з 37,900 євро ($46 092.81 доларів США).
Перші 227 одиниць були зареєстровані в Німеччині в серпні 2014 року. За даними JATO Dynamics, загалом 415 одиниць були зареєстровані в усьому світі по вересень 2014 року,  з яких 250 були зареєстровані в Німеччині.
Роздрібні продажі заплановано почати в США на початку 2015 року. У відео від квітня 2015, президент американського представництва Ауді  Скотт Кео заявив: "ціна буде близько $40,000, але не можу сказати, чи це буде до, чи після податкової пільги".
Audi припинила виробництво A3 PHEV Sportback e-tron у Європі в листопаді 2018 року.  Однак модель була ненадовго повторно представлена наприкінці 2019 року для MY2020, тепер вона називається A3 Sportback 40 e-tron за новою схемою найменування Audi. Оновлений A3 e-tron у Великій Британії мав інший рівень специфікації, втративши раніше стандартні світлодіодні фари, але отримавши віртуальну кабіну Audi в стандартній комплектації. Оновлена модель мала той самий акумулятор і трансмісію, що й раніше, тепер із запасом ходу на електротязі 35 км (22 милі) за новим тестом WLTP. 